# 仰阿莎街道
仰阿莎街道，是中华人民共和国贵州省黔东南苗族侗族自治州剑河县下辖的一个乡镇级行政单位。
2016年1月14日，贵州省人民政府批复同意剑河县部分乡镇行政区划调整，新设置的仰阿莎街道辖革东镇城东社区、城南社区、城西社区、城北社区、街上村、革东寨村、展架村、源江村、方家村、大稿午村、小稿午村、交洗村和岑松镇寨章村、川洞村、打老村，街道办事处驻城东社区。

## 行政区划
仰阿莎街道下辖以下地区：
寨章村、川洞村、打老村、城西社区、城北社区、城南社区、城东社区、街上村、展架村、革东寨村、源江村、方家村、小稿午村、大稿午村和交洗村。